# Yon
Der Yon ist ein Fluss in Frankreich, der im Département Vendée in der Region Pays de la Loire verläuft. Er entspringt im Gemeindegebiet von Saint-Martin-des-Noyers, entwässert anfangs Richtung Nordwest, dreht dann auf Süd und mündet nach insgesamt rund 56 Kilometern bei Noailles, im Gemeindegebiet von Le Champ-Saint-Père, als rechter Nebenfluss in den Lay.

## Orte am Fluss
- La Ferrière
- Dompierre-sur-Yon
- La Roche-sur-Yon
- Chaillé-sous-les-Ormeaux

## Sehenswürdigkeiten
- Steinplattenbrücke Pont de Pierre-Plate über den Fluss bei Dompierre-sur-Yon